# Первомайский (Вашкинский район)
Первомайский — посёлок в Вашкинском районе Вологодской области.
Входит в состав Андреевского сельского поселения, с точки зрения административно-территориального деления — в Андреевский сельсовет.
Расстояние по автодороге до районного центра Липина Бора — 26 км, до центра муниципального образования деревни Андреевская — 5 км. Ближайшие населённые пункты — Давыдово, Кононово, Мытник.
По переписи 2002 года население — 483 человека (232 мужчины, 251 женщина). Преобладающая национальность — русские (97 %).